# Кириенко, Сергей Владиленович
Серге́й Владиле́нович Кирие́нко (фамилия при рождении Израите́ль; род. 26 июля 1962, Сухуми) — российский государственный деятель. Первый заместитель Руководителя Администрации президента Российской Федерации с 5 октября 2016. Член Государственного Совета Российской Федерации с 21 декабря 2020 года. Герой Российской Федерации (2018), Герой Донецкой Народной Республики (2022), Герой Луганской Народной Республики (2023). 
Председатель Правительства Российской Федерации с 24 апреля по 24 августа 1998 года. Стал самым молодым в истории Российской Федерации главой правительства — в 35 лет. Генеральный директор Государственной корпорации по атомной энергии «Росатом» (2005—2016).
Находится под санкциями Евросоюза, Великобритании, США и Японии с 2017 года.

## Биография
Сергей Кириенко родился в семье Владилена Яковлевича Израителя (1938—1995) и Ларисы Васильевны Кириенко. Отец — выпускник Московского государственного университета, доктор философских наук, профессор, в разное время заведовал кафедрами Горьковского (Нижегородского) института инженеров водного транспорта: научного коммунизма (1980—1990), политологии (1990—1992), гуманитарных и социальных наук (1992—1995). В 1980-е годы Израитель возглавлял идеологическую комиссию Горьковского областного комитета КПСС. После перестройки руководил компаниями «Прагма» и «Дело», специализировавшимися в сфере пиара.
Мать — выпускница Одесского экономического института, экономист. Родители развелись в начале 1970-х годов, мать записала Сергея на собственную фамилию.
Сергей Кириенко — выпускник сочинской средней школы № 7.
Окончил в 1984 году Горьковский институт инженеров водного транспорта и Академию народного хозяйства при Правительстве Российской Федерации в 1993 году.
Член КПСС с 1984 года. С 1984 по 1986 годы проходил службу в рядах Вооружённых сил СССР.
Трудовую деятельность начал в должности мастера судостроительного завода «Красное Сормово». В 1986—1991 годах — секретарь комитета ВЛКСМ завода; первый секретарь Горьковского областного комитета ВЛКСМ. На первых альтернативных выборах в марте 1990 года был избран депутатом Горьковского областного совета народных депутатов.
В 1991—1997 годах — работал в сфере предпринимательства, финансов и бизнеса: генеральный директор акционерного общества «Концерн АМК»; председатель правления банка «Гарантия»; президент нефтяной компании «НОРСИ-ОЙЛ».
Положительно относился к реформам Гайдара в начале 1990-х годов, именно они побудили его получить второе образование в сфере экономики. В 1995 году голосовал за партию «Яблоко» на выборах в Государственную думу, а в 1996 году в первом туре президентских выборов — за Григория Явлинского.
В апреле 1997 года Кириенко переехал на работу в Москву, где первый заместитель председателя правительства России Борис Немцов убедил премьера Виктора Черномырдина взять молодого нижегородского бизнесмена на высокую должность в министерстве топлива и энергетики. Черномырдин сначала возражал, ссылаясь на отсутствие государственного опыта у Кириенко, однако затем, не желая спорить по малозначительному, как тогда казалось, кадровому вопросу, уступил напору Немцова.
В 1997—1998 годах Кириенко — первый заместитель министра, министр топлива и энергетики Российской Федерации.
23 марта 1998 года президентом Борисом Ельциным Кириенко был назначен исполняющим обязанности председателя правительства после отставки кабинета Виктора Черномырдина. Как стало известно годы спустя, в тот день Ельцин выбирал между генералом Андреем Николаевым и Кириенко. Как отмечал в мемуарах Ельцин, ему на посту председателя правительства требовался политик молодой, энергичный и твёрдый в преобразованиях. После первой же встречи Ельцину понравился стиль мышления Кириенко — «ровный, жёсткий, абсолютно последовательный».

### Правительство Кириенко и дефолт 1998 года
С апреля по август 1998 года Сергей Кириенко — Председатель Правительства Российской Федерации. Государственная дума дважды — 10 и 17 апреля 1998 года — отказывала в согласии на утверждение Кириенко на посту председателя правительства. Только 24 апреля, после третьего голосования по его кандидатуре, Кириенко 251 голосом (при минимуме 226) был утверждён Государственной думой в должности председателя правительства (после 3-го отказа президент обязан был распустить Думу). Третье голосование было тайным, так как не прошло предложение фракции КПРФ провести открытое голосование. В тот же день Ельцин подписал указ о назначении Кириенко председателем Правительства Российской Федерации.
К моменту назначения Кириенко в России вот-вот должна была рухнуть финансовая пирамида государственных краткосрочных облигаций (ГКО), запущенная при председателе правительства Черномырдине. В программной речи перед Госдумой Кириенко сообщил, что «экономике России нанесён тяжёлый удар азиатским финансовым кризисом». В результате кризиса мировые цены на нефть упали до уровня 10 долларов за баррель с тенденцией к дальнейшему понижению. Общий объём годового государственного бюджета России тогда составлял около 20 млрд долларов, при этом накопленный долг по зарплатам в РФ — около 70 млрд долларов, а совокупный внешний долг — около 170 млрд долларов. Последствия азиатского кризиса ещё не стали в России для всех очевидными, предупредил Кириенко, но неизбежные потери федерального бюджета новый председатель правительства оценил в 30 млрд долларов. Фактически уже в первые дни работы Кириенко обнаружил, что ситуация с финансами намного хуже, чем он ожидал. Средств федерального бюджета не хватало даже на исполнение текущих обязательств государства перед бюджетниками. Ресурсов для выплаты внешних долгов вовсе не оказалось.
«Как именно происходило назначение директором Федеральной службы безопасности, Путин сам рассказал журналистам. Его предупредили, чтобы он поехал в аэропорт встречать главу правительства Сергея Кириенко, который возвращался от президента Ельцина, отдыхавшего в Карелии. Кириенко вышел из самолёта со словами:

— Володя, привет! Я тебя поздравляю!

— С чем?

— Указ подписан. Ты назначен директором ФСБ».
При формировании Правительства единственным заметным изменением стало резкое сокращение числа заместителей председателя правительства и упразднение должностей первых заместителей председателя Правительства. Портфели заместителей председателя Правительства получили Борис Немцов, Олег Сысуев и Виктор Христенко. В кабинете Кириенко находился и политик левого спектра: при перестановках в правительстве 22 июля 1998 года на должность министра промышленности и торговли был назначен представитель КПРФ Юрий Маслюков. Этой мерой, считало Би-Би-Си, правительство Кириенко ничего не приобретало в плане профессионализма, зато теряло верного сторонника примиренческой линии в Госдуме. Такой шаг был предпринят Кириенко из тактических соображений, чтобы как-то смягчить неизбежную критику деятельности своего кабинета со стороны влиятельной думской фракции коммунистов.
Главной макроэкономической идеей, которую сразу стали обсуждать в правительстве Кириенко, была девальвация рубля; курс его тогда составлял около шести рублей за доллар, что в условиях сверхдешёвой нефти приводило к быстрому истощению валютных ресурсов государства. Подешевевшими в результате девальвации рублями было бы проще рассчитаться по внутреннему долгу. Однако тяжёлое долговое бремя лежало в 1998 году не только на федеральном бюджете, но и на коммерческих банках. Их интересам девальвация нанесла бы существенный урон — на обесценившиеся рубли банки не смогли бы приобрести достаточные объёмы долларов, чтобы расплатиться по внешним долгам. Ускорилось бегство капиталов из России. 20 июля 1998 года Международный валютный фонд выделил Российской Федерации стабилизационный кредит, первый транш которого в 4,8 млрд долларов поступил в конце месяца. Однако эффект его оказался кратковременным. Ельцин, который сам никогда не был сильным экономистом и слабо представлял себе, что происходит с бюджетом, пребывал в полной растерянности, был подвержен различным, часто взаимоисключающим, влияниям, но все свои спасительные ожидания направил на молодого премьер-министра. В этой ситуации Кириенко предложил Госдуме антикризисную программу, суть её состояла в том, чтобы резко сократить государственные расходы. Были предложены два варианта действий на выбор депутатов. Либо парламентским актом одобрить секвестр бюджета — пропорциональное урезание его расходов по всем или большинству статей. Либо — если Госдума не готова принять на себя ответственность, — позволить правительству сократить расходы самостоятельно и по своему усмотрению.
Госдума отклонила антикризисную программу кабинета Кириенко, не дав ему дополнительных полномочий, и не предложив никакой разумной альтернативы. Летом 1998 года у президента Ельцина, раздражённого жёсткой позицией фракции коммунистов в Госдуме, возникло спонтанное желание издать указ о запрете КПРФ, однако срочно прибывший к нему Кириенко смог удержать главу государства от поспешного и рискованного решения. Тем не менее, правительство не смогло сэкономить на расходах, в результате доверие к его кредитоспособности снизилось, западные инвесторы ажиотажно избавлялись от российских ценных бумаг, а вырученные рубли срочно конвертировали в доллары. Курс рубля стал стремительно падать. На фоне отказа российских властей от непопулярных мер экономии МВФ не пожелал предоставлять второй транш кредита. В первых числах августа 1998 года из-за обесценивания российских валютных бумаг и отсутствия спроса на ГКО коммерческие банки оказались перед угрозой банкротства, частный сектор экономики был не в состоянии вернуть долларовые кредиты. 14 августа российский валютный рынок практически остановился. Перед Кириенко встала дилемма — или потратить последние резервы, напечатать ничем не обеспеченные рубли и таким образом рассчитаться с держателями ГКО; или — провести девальвацию рубля и приостановить, хотя бы частично, выплату долгов. В этих обстоятельствах Кириенко предпочёл удержать на плаву коммерческие банки и спасти госбюджет от неминуемого разорения, которое вызвала бы расплата по ГКО.
Впервые в российской истории премьер Кириенко объявил дефолт — мораторий (временный отказ) от выплаты долгов. Эта мера коснулась как суверенных, так и частных долгов. Российским частным заёмщикам было разрешено не платить по долгам иностранным кредиторам в течение 90 дней. Сам Кириенко впоследствии признал что «принял плохое решение, — но только для того, чтобы избежать худшего».
16 августа, в воскресенье, Кириенко известил президента Ельцина, что правительство принимает на себя ответственность за случившееся и готово уйти в отставку. Тогда Ельцин счёл отставку кабинета Кириенко преждевременной и предложил ему продолжить работу. На следующий день, в понедельник 17 августа 1998 года, в России было публично объявлено о дефолте, курс рубля рухнул почти в три раза, к 1 октября он опустился до 16 рублей за доллар. Среди населения началась паника, люди массово ринулись забирать вклады из банков, а затем в обменные пункты — скупать твёрдую валюту на все оставшиеся наличные рубли. Возвратить вклады всем желающим, да ещё одномоментно, банки не смогли. Обменные пункты стали закрываться из-за отсутствия валюты. На предприятиях и в организациях начались массовые увольнения, поскольку выплачивать зарплату стало нечем. Как признал позже Кириенко, принимая решение о дефолте, он и его коллеги по правительству не предвидели, что психологический удар по населению будет такой сокрушительной силы, что в обществе распространится такая паника.
В пятницу, 21 августа 1998 года, все фракции Госдумы солидарно приняли постановление о недоверии правительству и потребовали отставки премьера Кириенко. Утром в воскресенье 23 августа Ельцин вызвал к себе Кириенко и объявил ему об отставке. Экс-премьер воспринял решение главы государства с пониманием, предложил назначить новым председателем правительства близкого к левым политическим кругам главу Совета Федерации Егора Строева. Против бывшего секретаря ЦК КПСС Строева, считал Кириенко, коммунисты возражать ни в коем случае не будут, а это сразу снизит градус напряжённости и панические настроения в обществе. Ельцин рекомендацию Кириенко не принял, пытался вновь вернуть на пост премьера Черномырдина, однако Госдума дважды отклонила его кандидатуру. Не желая нового противостояния с парламентом и возможного его роспуска, на третий раз Ельцин под давлением парламентского большинства поручил сформировать правительство министру иностранных дел и политическому тяжеловесу Евгению Примакову.
В правительстве Примакова Ельцин предложил недавно уволенному Кириенко должность первого вице-премьера. Тем самым Ельцин пытался соединить опыт Примакова с динамизмом Кириенко, которого президент считал «талантливым и умелым» человеком. Однако Кириенко отказался, мотивируя своим неверием в коалиционное правительство и отсутствием внятной экономической программы у кабинета Примакова.
Во главе правительства Кириенко пытался реализовать в России масштабные экономические реформы либерального толка. Проведение реформ было осложнено резким снижением экспортных цен на нефть (в моменте до 9 долларов за баррель), которое привело к нестабильности на финансовых рынках и удорожанию обслуживания государственного долга РФ.
Результатом проведённого правительством Кириенко дефолта стала ликвидация пирамиды ГКО-ОФЗ, снижение государственных расходов на обслуживание долга. Вместе с тем дефолт повлёк за собой первоначальный спад производства и доходов населения, потерю работы сотнями тысяч граждан, острый банковский кризис, скачок инфляции, сильное падение обменного курса рубля. Однако положительным следствием резкой девальвации рубля стало масштабное импортозамещение и увеличение конкурентоспособности внутреннего производства — которые стали очевидными уже при премьерстве Примакова. Не лучшим образом на репутации Кириенко отразилось широковещательное заявление президента Ельцина, сделанное 14 августа 1998 года, то есть за три дня до дефолта, когда глава государства со ссылкой на правительство «твёрдо и чётко» гарантировал россиянам, что девальвации не будет, что всё просчитано и находится под контролем. Впоследствии эти «гарантии» трактовались как сознательное введение граждан в заблуждение. В народе четырёхмесячное премьерство Кириенко ещё долго ассоциировалось с кризисом и потрясениями 1998 года, закрепившимся за молодым реформатором прозвищем «Киндер-сюрприз».

### Дальнейшая карьера
В 1999 году — кандидат в мэры Москвы. На выборах занял второе место с 11,2 % голосов, уступив переизбранному Юрию Лужкову.
18 декабря 1998 года возглавил собственное общероссийское общественное политическое движение «Новая сила», которое было официально зарегистрировано Минюстом РФ и позднее вошло в состав новой политической организации «Союз правых сил» (СПС). Как лидер списка СПС шёл на выборах в Государственную думу. Список получил 8,52 % и занял четвёртое место.
13 декабря 1999 года Государственная дума в канун выборов ратифицировала Договор о создании Союзного государства. Кириенко отнёсся к ратификации неоднозначно, назвав решение о ратификации договора в канун выборов «популизмом», и призвал Конституционный суд проверить Договор на соответствие российскому законодательству, отметив, что положения Договора в том виде, в каком он был предложен, будет невозможно реализовать. В тот же день он встретился с премьер-министром Владимиром Путиным и обсудил с ним программу Союза правых сил, подготовленную перед выборами. Путин отозвался о программе одобрительно, заявив, что отдельные положения программы правительство может в дальнейшем использовать в своей работе.

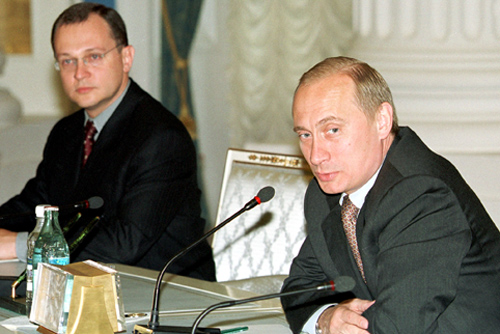
Кириенко и президент России Владимир Путин, 2000 год

В 1999—2000 годах — депутат Государственной думы, лидер фракции «Союз правых сил», был членом комитета Думы по законодательству. На состоявшемся 20 мая 2000 года учредительном съезде всероссийского движения «Союз правых сил» был избран сопредседателем движения (вместе с Анатолием Чубайсом, Егором Гайдаром, Борисом Немцовым и Ириной Хакамадой). Однако вскоре приостановил своё членство в СПС в связи с переходом на госслужбу.
Депутатские полномочия Сергея Кириенко были досрочно прекращены 31 мая 2000 года в связи с переходом на работу в Администрацию президента РФ. В 2001 году избран сопредседателем партии «Союз правых сил».
С 18 мая 2000 по 14 ноября 2005 — Полномочный представитель президента Российской Федерации в Приволжском федеральном округе. Среди успехов Сергея Кириенко во время полпредства называют встраивание приволжских республик — Башкортостана и Татарстана — в так называемую вертикаль власти, а также гармонизацию регионального и федерального законодательства. В частности при Кириенко был разработан и в дальнейшем подписан договор о разграничении полномочий между Татарстаном и федеральным центром.

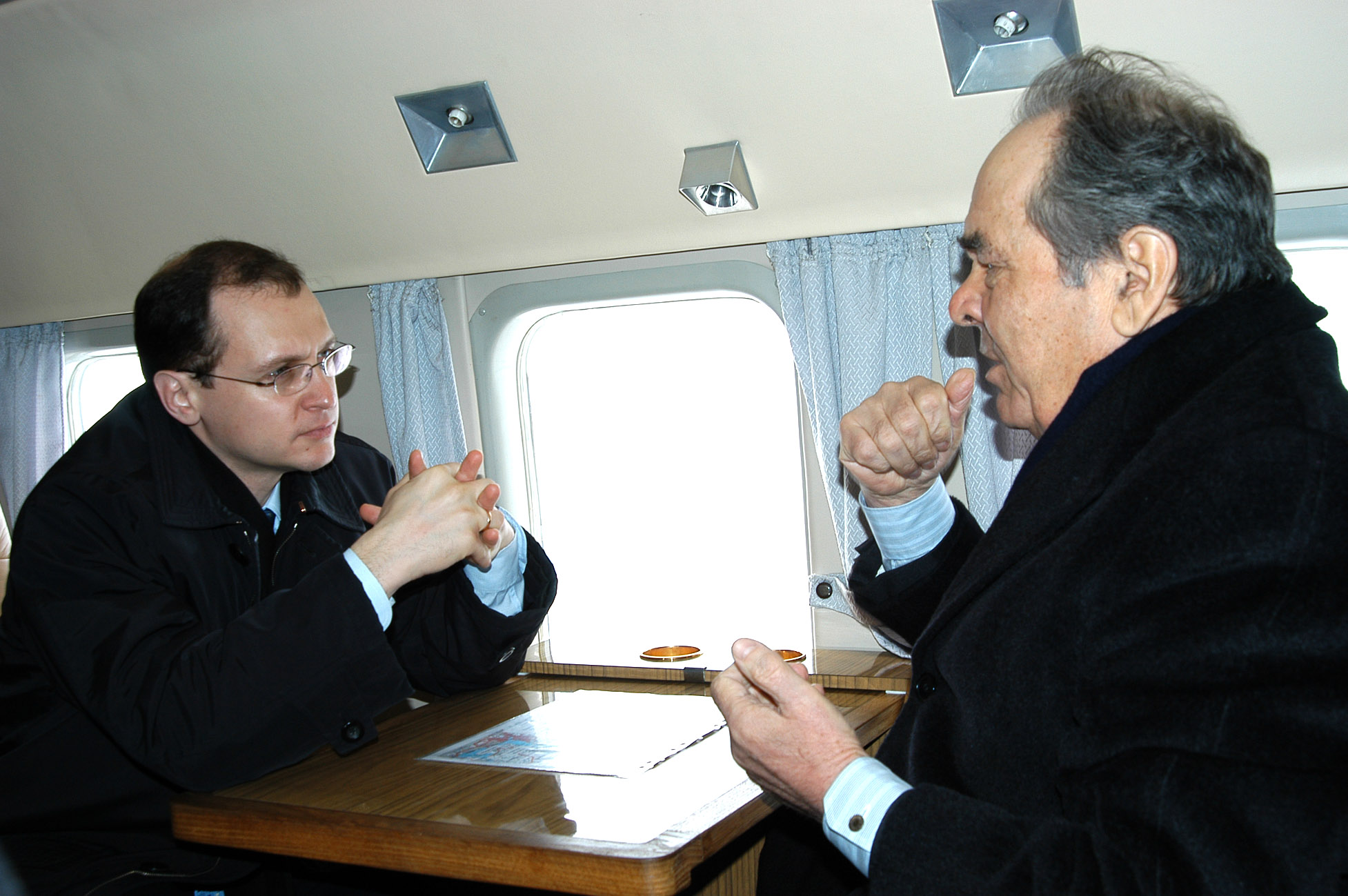
Сергей Кириенко на встрече с президентом Татарстана Минтимером Шаймиевым, 2003 год

Действительный государственный советник Российской Федерации 1 класса (2000).
С 2001 года — председатель Государственной комиссии Российской Федерации по химическому разоружению.
14 ноября 2005 года в результате кадровых перестановок, проведённых президентом, был освобождён от должности полномочного представителя и переведён на другую работу.

### Росатом
15 ноября 2005 года назначен главой Федерального агентства по атомной энергии России («Росатом»), сменив на этом посту академика РАН Александра Румянцева. Вскоре на основе агентства начался процесс создания Государственной корпорации «Росатом», 12 декабря 2007 года Сергей Кириенко был переназначен её генеральным директором и проработал в должности почти 11 лет. В настоящее время является председателем Наблюдательного совета ГК «Росатом».
В России до 2007 года атомная промышленность находилась под управлением ведомства — Минатома, а позже Росатома (агентства по атомной энергии). 1 декабря 2007 года вышел указ президента РФ о создании госкорпорации «Росатом». Началась консолидация активов атомпрома.
С нуля был создано подразделение «Атомэнергомаш», объединяющее российские и зарубежные машиностроительные предприятия, что позволило среди прочего разрушить многолетнюю монополию групп ОМЗ и «Силовые машины», снизив тем самым стоимость оборудования для АЭС. В 2008 году в состав госкорпорации вошёл ФГУП «Атомфлот», позже началось строительство трёх новых ледоколов типа ЛК-60Я. В 2010 году Росатом вернул контроль над ЗАО «Атомстройэкспорт», которое возводит атомные станции за пределами России, и производителя газовых центрифуг для обогащения урана: ОАО «Ковровский механический завод» и ОАО «Точмаш». Была приобретена немецкая инжиниринговая компания NUKEM Technologies GmbH, обладающая компетенциями в сфере обращения с радиоактивными отходами (РАО) и отработавшим ядерным топливом (ОЯТ), а также вывода из эксплуатации ядерных и радиационно-опасных объектов. Кроме того, в 2013 году была приобретена канадская компания Uranium One, которая ведёт добычу урана за рубежом, что позволило «Росатому» избавить Россию от импортной зависимости по урану и войти в тройку мировых лидеров по добыче природного урана.
В России была принята новая программа развития атомной энергетики. В 2005—2006 годы «Росатом» разработал амбициозную программу строительства АЭС, основанную на прогнозе РАО «ЕЭС России» об угрозе острого дефицита электроэнергии в России («крест Чубайса») из-за резкого роста потребления промышленностью и населением. Привлекательность атомной энергетики была подкреплена также высоким уровнем цен на природный газ на внутреннем рынке. Планировалось за 25 лет (к 2030 году) построить 40 новых атомных энергоблоков и довести до 25 % долю атомной генерации в общем производстве электричества в России.
В дальнейшем внутренняя программа строительства атомных станций в России была скорректирована по рекомендации Минэнерго из-за спада производства промышленности на фоне мирового финансового кризиса 2008 года. Ответом на спад потребления внутри России стала международная экспансия. «Росатом» сконцентрировался на расширении линейки продуктов и услуг для потенциальных клиентов. Благодаря консолидации активов атомпрома госкорпорация смогла предложить заказчикам полный цикл продуктов и услуг в сфере атомной энергетики, включая строительство АЭС, поставки топлива, ремонт и обслуживание станции, обращение с РАО и ОЯТ, вывод из эксплуатации.

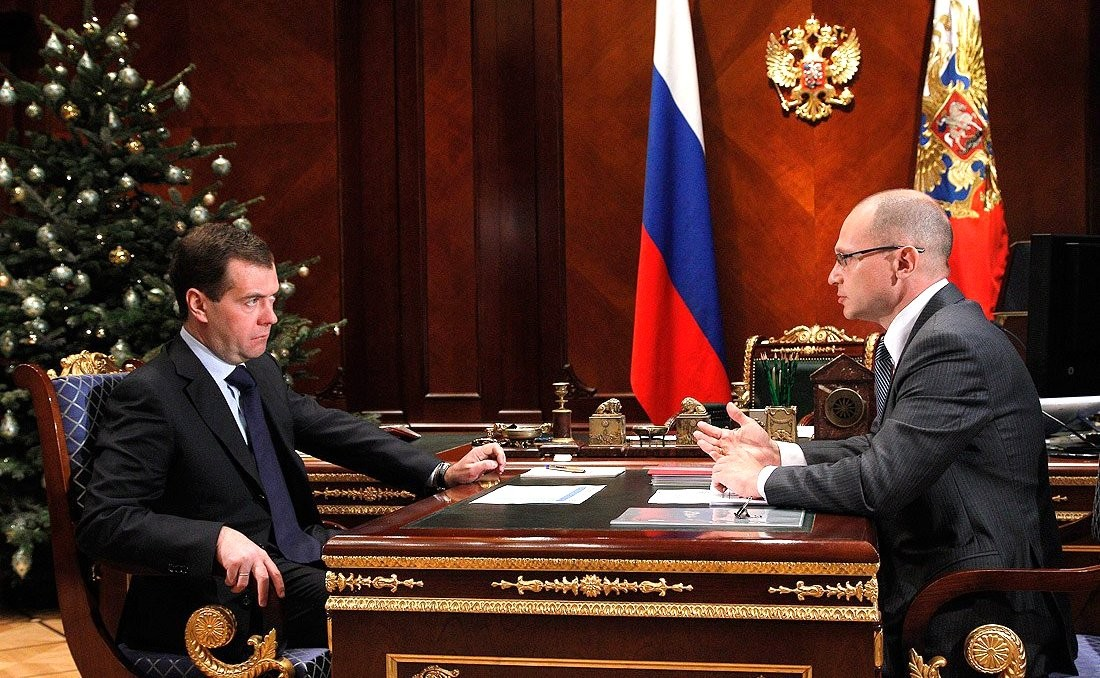
Сергей Кириенко и президент РФ Дмитрий Медведев. Январь 2011 года

К 2010 были утверждена новая госпрограмма развития атомной отрасли, в рамках которых значительные средства направлялась на перспективные разработки, в том числе в области технологий реакторов на «быстрых нейтронах», замыкания ядерно-топливного цикла, обращения с отработанным ядерным топливом и радиоактивными отходами, новых материалов и новых протоколов безопасности. В том же году в рейтинге высших руководителей газеты «Коммерсантъ» Сергей Кириенко занял V место в номинации «Электроэнергетика».
В целом же, по оценке директора ООО «Институт энергетической политики» Владимира Милова, сотни миллиардов бюджетных рублей потрачены в Росатоме неэффективно. Критиковалась практиковавшаяся при Кириенко «агрессивная политика продления эксплуатации очень старых энергоблоков» — прежде всего, по соображениям безопасности. Тяжёлые проблемы усугублялись в сфере производственной базы. Низкое качество строительства привело к обрушению арматуры защитной оболочки реактора на Ленинградской АЭС-2 в 2011 году. Непросто налаживалось новое производство корпусов реакторов. Завод Петрозаводскмаш в Карелии, куда корпорацией планировалось инвестировать 80 млн евро, оказался неприспособленным для этой цели; спустя два года, впустую потратив средства, проект закрыли. Однако в октябре 2015 года впервые за много лет волгодонское производственное объединение «Атоммаш» построило и отгрузило новый реактор ВВЭР-1200 для строящейся Белорусской АЭС. Дефицит отечественной машиностроительной базы для сооружения реакторов — один из основных сдерживающих факторов в модернизации атомной энергетики в России.
Намеченные Кириенко планы, не выполненные по ряду объективных и субъективных причин, укладываются в тенденцию потери популярности атомной энергетики на планете. Её доля в мировом производстве первичной энергии снизилась в XXI веке в 2 раза: если в 2000 году она составляла 8 %, то в 2015 — только 4 %. Неблагоприятное отношение к атомной энергетике усилилось в 2011 году, после аварии в Японии на АЭС Фукусима-1. Получаемая на АЭС энергия имеет высокую себестоимость: не столько по текущим издержкам производства, сколько по капитальным затратам. Мировая тенденция состояла в том, что темпы выработки ресурса атомных энергетических реакторов, сооружённых во второй половине XX века, значительно опережали темпы строительства и ввода в строй новых АЭС. Фактическая стоимость строительства АЭС в России при Кириенко составляла около 3800 долларов за киловатт — в 2 раза выше, чем строительство АЭС в Китае, и почти в пять раз дороже, чем обходится строительство газовых электростанций в России. Все эти обстоятельства не были должным образом учтены Кириенко при обосновании федеральных инвестиций.
В годы работы Кириенко при участии российских атомщиков было завершено строительство и осуществлён запуск в эксплуатацию АЭС в Бушере (2010—2011) — первой атомной электростанции в Иране и на всём Ближнем Востоке. Помимо этого, при участии Росатома введено в строй три реактора в Китае, два реактора в Индии. Строительство ещё 30 энергоблоков в разных странах мира продолжается. Общая цена портфеля международных контрактов Росатома, сформированного при Кириенко, — более 100 млрд долларов до 2025 года. На конец 2020 года портфель заказов «Росатома» на 10 лет вперед составляет более 130 млрд долларов.

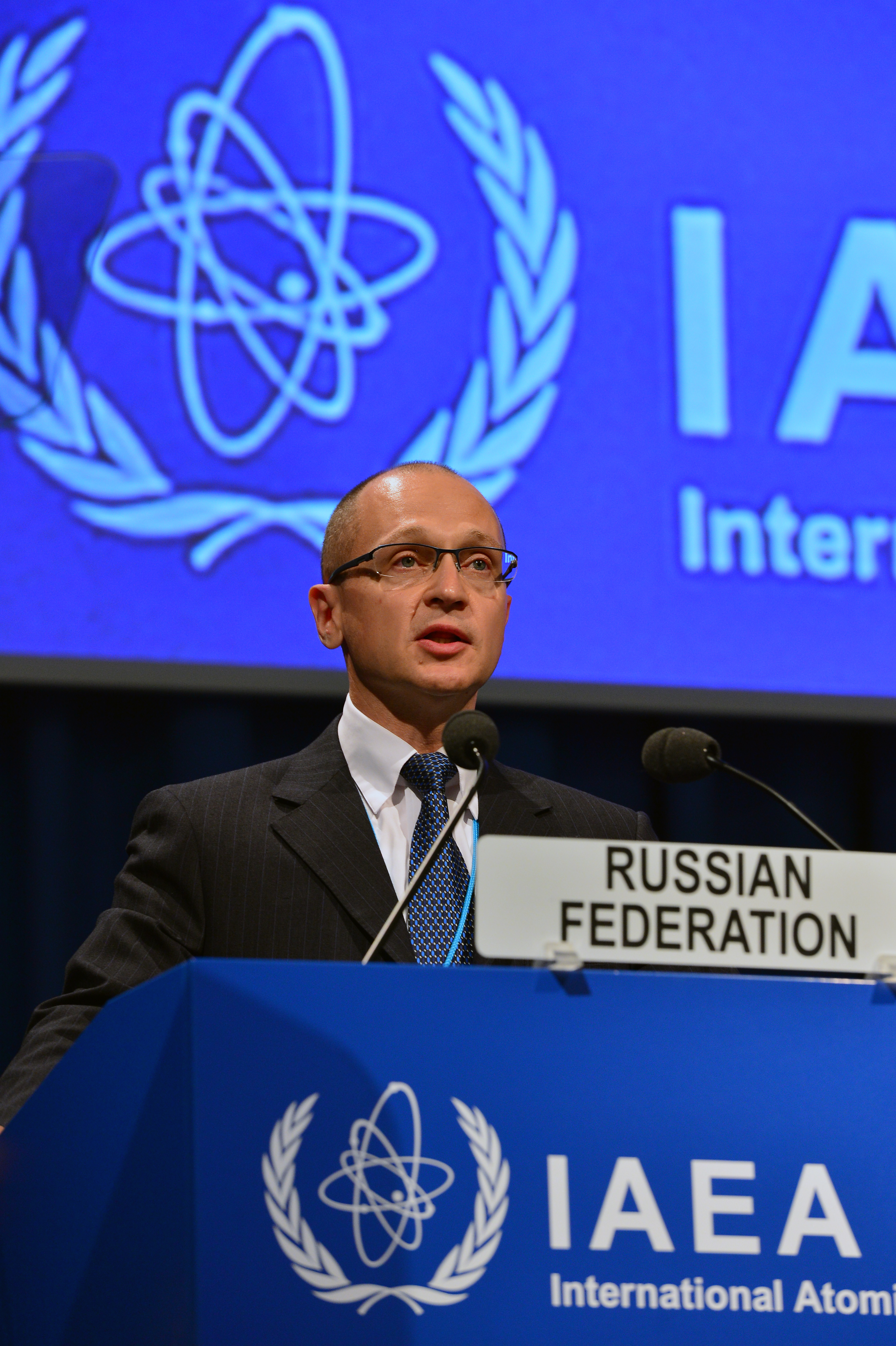
Выступление Сергея Кириенко на 57-й сессии МАГАТЭ, 2013

К 2016 году, на момент, когда Сергей Кириенко ушел с поста генерального директора ГК «Росатом» в администрацию президента РФ, заняв также пост руководителя Наблюдательного совета госкорпорации, в России: введено в эксплуатацию три энергоблока общей мощностью 3,1 ГВт, в том числе два энергоблока на Ростовской АЭС и один на Калининской АЭС; были готовы к пуску в промышленную эксплуатацию ещё два блока на 2 ГВт суммарной мощности — четвёртый блок Белоярской АЭС и первый Нововоронежской АЭС-2, а в стадии строительства находились ещё 4 энергоблока суммарной мощностью 4,6 ГВт. Доля атомной энергетики в выработке электроэнергии в России в 2015 году выросла до 17 % (против 15 % в начале деятельности Кириенко в 2005 году), одновременно выработка электроэнергии на АЭС России за период с 2005 года до 2017 год выросла на 37 % — с 147,6 млрд кВт·ч до 202,87 млрд кВт·ч, а к 2020 году рост составил более 44 %.
На 2021 год в России на 11 действующих АЭС в эксплуатации находятся 38 энергоблоков суммарной установленной мощностью порядка 30,3 ГВт. В 2020 году был побит рекорд СССР по выработке на атомных станциях (215 млрд кВт·ч), доля АЭС в энергобалансе страны около 20,28 %. Зарубежный бизнес-портфель «Росатома» включает 36 энергоблоков в 12 странах, из них 25 энергоблоков в стадии активной реализации в 9 странах.
Директор «Института энергетической политики» Владимир Милов, оценивая итоги деятельности Кириенко, указывал, что ввод новых мощностей недостаточен для сохранения в перспективе доли атомной энергетики в энергобалансе России, критиковал эксплуатацию старых энергоблоков и качество и стоимость новых объектов, дороговизну атомной энергии. Директор Института проблем безопасного развития атомной энергетики академик Леонид Большов оценил деятельность Кириенко во главе Росатома как успешную, если сопоставить её с прежним периодом развития отрасли (когда российские атомщики были явными аутсайдерами на мировом рынке технологий) и работой аналогичных иностранных предприятий. Согласно этой оценке, корпорация эффективно решала важные для российской экономики задачи. Основными элементами успешной стратегии Кириенко эксперт назвал ставку на высокотехнологичный экспорт, подъём атомного машиностроения, развитие прикладной науки и строгое обеспечение безопасности. За 11 лет работы отрасли при Кириенко в России на АЭС не произошло ни одного аварийного происшествия с оценкой в два балла или выше по международной семибалльной шкале INES.

### Деятельность в Администрации президента
После перехода осенью 2016 года Вячеслава Володина в Госдуму РФ, где он стал спикером седьмого созыва, появилась вакансия первого заместителя руководителя Администрации президента России. На этот пост с 5 октября 2016 года был назначен Кириенко, параллельную должность ещё одного первого зама главы АП уже много лет занимает бывший пресс-секретарь Путина Алексей Громов, известный консервативными, ретроградными взглядами. При назначении принимался во внимание солидный государственный опыт и внушительный послужной список Кириенко, именно он в качестве премьер-министра в 1998 году представил коллективу ФСБ РФ нового руководителя Владимира Путина. Эксперты отмечали, что не последнюю роль в назначении сыграла и прежняя близость Кириенко к либеральным кругам (в 1990-е годы он был соратником Бориса Немцова). Политолог Аббас Галлямов охарактеризовал Кириенко как чиновника, «явно не вписывающегося в идеологический мейнстрим последних лет», назначение которого указывает на то, что Кремль начал поиск альтернативных путей. Несмотря на то, что ещё с 1990-х годов Кириенко давно и хорошо знаком с Владимиром Путиным, определённый период времени в 1998 году был выше его в государственной иерархии и в неофициальной обстановке по-прежнему общается с ним на «ты», ревностных моментов между Путиным и Кириенко никогда не возникало, отмечает глава фонда «Петербургская политика» Михаил Виноградов. Во многом это связано с тем, что уже с 1999 года, когда Путин возглавил правительство России, Кириенко сразу же позиционировал себя как подчинённый, дисциплинированный государственный служащий. Издание «Медуза» указывало, что на назначение повлияла работа в приволжском полпредстве: «Путин оценил, как в первой половине 2000-х Кириенко удалось справиться с влиятельными региональными баронами».
Начало деятельности Кириенко на новом посту отмечено серией его встреч с политтехнологами и лидерами экспертного сообщества. Обсуждались предстоящие в 2018 году очередные выборы президента России. Кириенко столкнулся с дилеммой, как на фоне старения и утраты перспектив исторических соперников Путина — Зюганова и Жириновского, минимальных рейтингов Миронова и Явлинского — гарантировать исход выборов с заданным результатом (70 %), но в то же время обеспечить видимость политической конкуренции. По прогнозам экспертов Bloomberg, Кириенко должен был возглавить предвыборный штаб Путина на президентских выборах 2018 года. Несмотря на то, что фактически избирательный штаб возглавили номинальные фигуры — тремя сопредседателями штаба стали глава образовательного центра «Сириус» Елена Шмелёва, руководитель центра детской онкологии, академик Александр Румянцев и гендиректор «КамАЗа» Сергей Когогин, — именно Кириенко была поручена подготовка и проведение президентских выборов 2018 года, в которых приняло участие рекордное число избирателей, а Путин победил с 76,7 % голосов. Также Кириенко курировал работу по разработке поправок к Конституции России и общероссийское голосование по ним, прошедшее в 2020 году.
В сферу деятельности Кириенко в президентской администрации (после раздела полномочий с Громовым) попал внутриполитический блок, что включает в себя выборы всех уровней, взаимодействие с политическими партиями, общественными организациями, молодёжную политику. Кириенко подчинены управление внутренней политики и управление общественных проектов, он курирует интернет-издания и социальные сети.
В 2015 году по инициативе Кириенко и администрации президента был создан Институт развития интернета (ИРИ). ИРИ задумывался как площадка, объединяющая представителей индустрии, общества и государства для выстраивания диалога, консолидации повестки и выработки общих решений. ИРИ занимался вопросами доступной цифровой среды, разработкой кодекса этики использования данных, а также выступает оператором конкурса по поддержке производства и размещения контента в интернете, направленного на укрепление гражданской идентичности и духовно-нравственных ценностей среди молодёжи. Кириенко возглавлял наблюдательный совет конкурса.

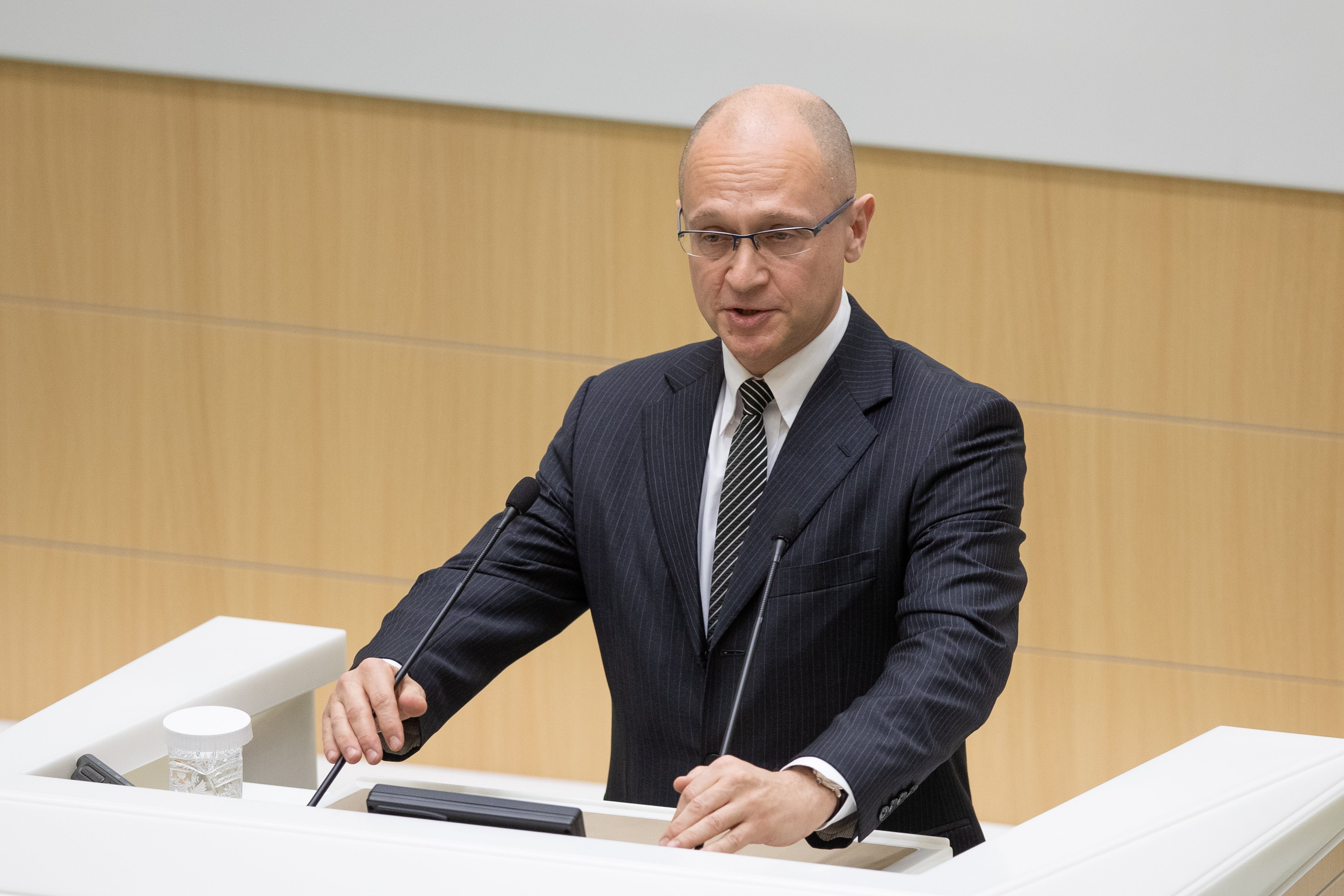
Сергей Кириенко во время собрания в честь 25-летия Конституции Российской Федерации и Совета Федерации, 11 декабря 2018 года

В ноябре 2016 года Кириенко включился в обсуждение обострившейся в России проблемы наступления цензуры и морализаторства на свободу творчества, собрав у себя вместе с министром культуры Владимиром Мединским художественных руководителей крупнейших театров Москвы и Санкт-Петербурга. Эта тема нашла сочувственное отражение в послании президента Путина к Федеральному собранию 1 декабря 2016 года, подготовленном при участии Кириенко, и в выступлении на следующий день главы государства на встрече с деятелями культуры в Санкт-Петербурге.
С 27 декабря 2016 года — председатель наблюдательного совета Государственной корпорации по атомной энергии «Росатом».
В январе 2017 года Кириенко возглавил оргкомитет XIX Всемирного фестиваля молодёжи и студентов, прошедшего в Сочи с 14 по 22 октября 2017 года и принявшего гостей из 150 стран.
На XIX Всемирном фестивале молодежи и студентов в Сочи осенью 2017 года была создана была представлена созданная по инициативе Кириенко онлайн-платформа «Россия — страна возможностей» (РСВ). Её главная цель — «повышение социальной мобильности, обеспечение личностной и профессиональной самореализации граждан» В марте 2018 года прошёл одноимённый всероссийский форум. В мае того же года президент Путин подписал указ о создании автономной некоммерческой организации (АНО) «Россия — страна возможностей». К тому моменту на базе РСВ реализовывались 14 проектов, в том числе флагманский проект «Лидеры России», всероссийский образовательный форум «Таврида», ежегодно собирающий на своей площадке творческую молодежь со всей России студенческий проект «Управляй!», проект для инвалидов «Абилимпикс». К сентябрю 2019 организация занималась 20 проектами, объединяющими 1,65 млн участников. Среди них флагманский проект — конкурс для управленцев «Лидеры России». Также АНО проводит конкурс лучших добровольческих инициатив «Доброволец России», является оператором международного движения WorldSkills и т. п. Сергей Кириенко входит в наблюдательный совет «Россия — страна возможностей». Через АНО реализуется проект «Социальная активность», в рамках которого до 2024 года в регионах планируется создать 318 центров поддержки добровольчества «на базе образовательных организаций, НКО, государственных и муниципальных учреждений», обучить 25 тысяч организаторов добровольческой деятельности, а также вовлечь не менее 1,1 млн человек в «единую информационную систему в сфере развития добровольчества» для «эффективного поиска информации, взаимодействия, коммуникации и обучения добровольцев, комплексного учёта волонтерского опыта и компетенций, объединения запросов и предложений волонтерской помощи в одном месте».

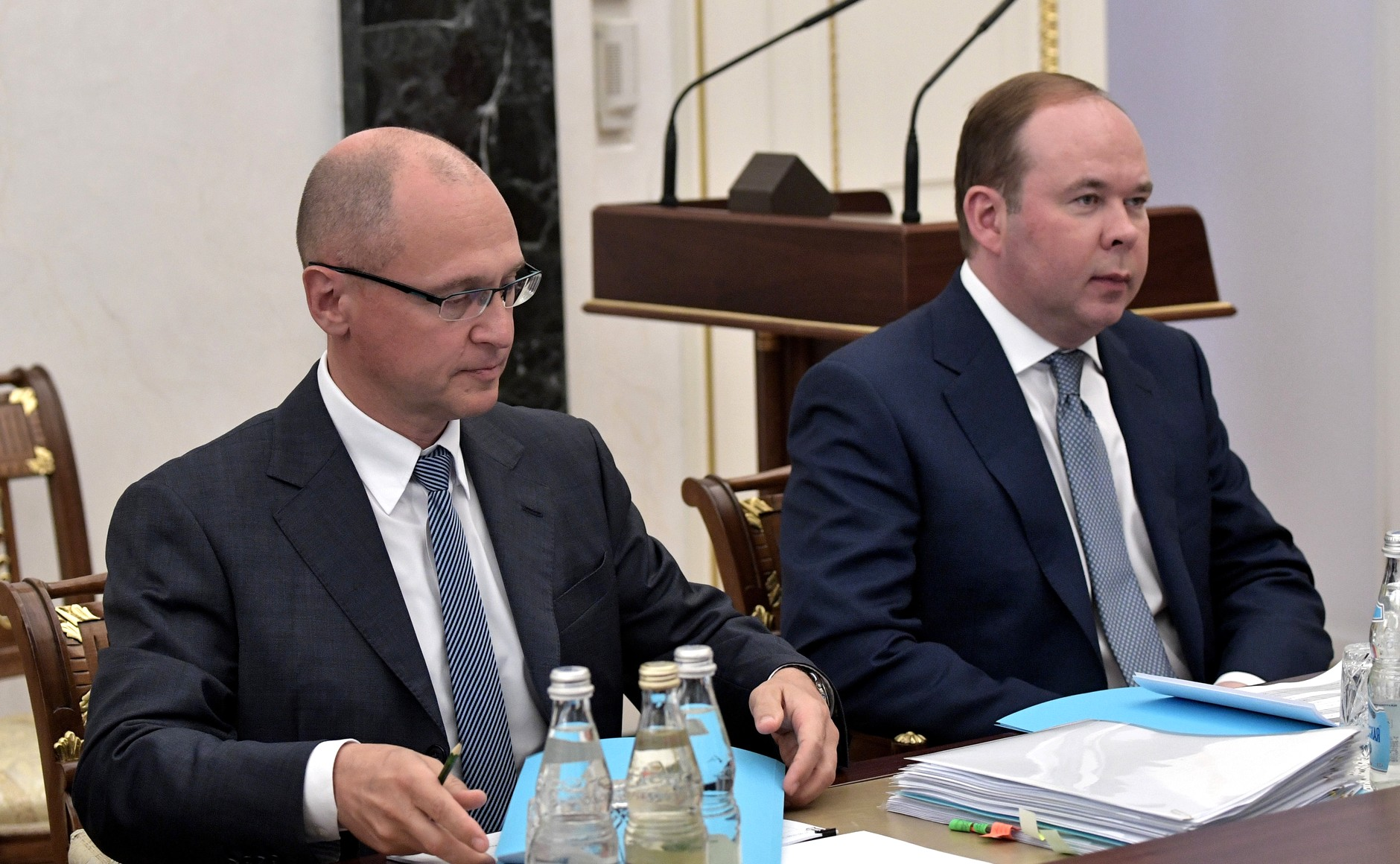
Кириенко и глава администрации президента РФ Антон Вайно перед началом совещания по подготовке программы «Прямая линия с Владимиром Путиным», июнь 2019 года

В феврале 2017 года прессе стало известно о практике выступлений Кириенко на необъявленных брифингах в Кремле перед пулом доверенных СМИ и на условиях анонимности. В пул доверенных СМИ вошли 10 изданий, а именно телеканал «Дождь», газеты «Ведомости», «Коммерсантъ», Росбизнесконсалтинг, МК, «Известия», «Комсомольская правда», интернет-газета Gazeta.ru, информационные агентства РИА Новости и ТАСС. В сообщениях с закрытых брифингов Кириенко именуется как «источник в Кремле», «источник, близкий к Администрации президента России», «высокопоставленный федеральный чиновник» и тому подобным образом. Технология распространения информации с закрытых брифингов Кириенко предполагает запреты на сообщение о проведении брифинга, о точном источнике информации, требования к журналистам делать заметки «поразнообразнее» и публиковать их дозированными порциями, — таким образом, чтобы не вызывать подозрений в обществе. По данной схеме, которую приняли к исполнению все упомянутые издания, была распространена информация Кириенко о передаче Исаакиевского собора Русской православной церкви без согласования с Путиным, ситуация с отставками губернаторов, а также возможная схема избирательной кампании по выборам президента России в 2018 году.
Одним из важнейших нововведений команды Кириенко на посту кремлёвского куратора внутренней политики называют внедрение практики подготовки к высшим должностям, в том числе будущих губернаторов. При Кириенко к обучению высокопоставленных управленцев привлекли специалистов из Российской академии народного хозяйства и госслужбы (РАНХиГС). Всего за три года (с 2017 по 2019) при Кириенко в России сменился 41 глава региона — почти половина всего губернаторского корпуса. Ещё в октябре 2017 года по инициативе Сергея Кириенко был создан всероссийский конкурс управленцев «Лидеры России», нацеленный на «поиск перспективных руководителей нового поколения и дальнейшую поддержку их профессионального роста». На первый конкурс было подано 199 тысяч заявок, 103 человека стали победителями и вошли в программу подготовки и переподготовки высшего кадрового резерва (двое победителей в 2018 году возглавили российские регионы, а трое стали заместителями министров). На второй и третий конкурсы было подано более 220 тысяч заявок.
В ходе российского вторжения на Украину, Кириенко выступил активным сторонником войны и помимо кураторства внутренней политики получил полномочия кураторства отношений с подконтрольными России ДНР и ЛНР, регулярно посещая оккупированные территории Украины. В декабре 2022 года Сергей Кириенко, совместно с Юрием Трутневым, на базе Российского союза боевых искусств, создали отряд «Союз» для участие в войне против Украины, состоящий из спортсменов.
22 октября в ходе выступления на Всероссийском форуме классных руководителей Кириенко заявил, что Россия добьётся победы, если война станет «народной». По его мнению, Россия «не воюет с Украиной», но страны НАТО ведут против России «неприкрытую войну» с целью «ликвидировать Россию как самостоятельное суверенное государство».
С 6 сентября 2024 года — председатель организационного комитета Национального центра «Россия».

## Западные санкции

### Санкции
15 октября 2020 года Европейский союз и Великобритания ввели санкции против ряда высокопоставленных российских чиновников, включая Сергея Кириенко, связав их с отравлением оппозиционного политика Алексея Навального с применением химического оружия. Евросоюз обосновал санкции против Кириенко следующим образом: «…отравление Алексея Навального было возможно только с одобрения Администрации президента. Учитывая его руководящую роль в Администрации, Сергей Кириенко несёт ответственность за побуждение и оказание поддержки лицам, которые осуществили или были причастны к отравлению Алексея Навального нервно-паралитическим веществом „Новичок“, что, согласно Конвенции о химическом оружии, является использованием химического оружия». Санкции предусматривают запрет на въезд в ЕС и на финансовые операции, а также замораживание возможных активов.
В марте 2021 года США ввели санкции против Кириенко.
В марте 2022 года Япония ввела санкции против Кириенко в связи с вторжением России на Украину.

## Доходы
В 2022 году доход составил 150,9 млн руб — больше всех в администрации президента.

## Семья и личная жизнь
Сергей Кириенко женился в 19 лет. Жена — Мария Владимировна Кириенко (до замужества — Аистова). Дети — Владимир (род. 1983), Любовь (род. 1990), Надежда (род. 2002).
Владимир Кириенко в 2008—2011 годах занимал пост председателя совета директоров Нижегородпромстройбанка, с 2011 по 2016 год — должность председателя совета директоров нижегородского ООО «Капитал». В конце сентября 2016 года назначен на должность старшего вице-президента «Ростелекома», где занимается корпоративным маркетингом, координацией коммерческой деятельности макрофилиалов оператора и новыми направлениями развития бизнеса. Выступил сооснователем компании Titanium Investments, занимающейся инвестициями в венчурные проекты. Согласно Архиву Пандоры, являлся владельцем офшорной компании, через которую проводил инвестиции в иностранные стартапы.
Сергей Кириенко — обладатель шестого дана айкидо. Увлекается стрельбой, спортивной охотой, рыбной ловлей и дайвингом.

## Стиль
Характеризуя профессиональный и человеческий стиль поведения Кириенко, различные эксперты отмечают его неизменную корректность, вежливость и учтивость — как в отношениях со сторонниками, так и с политическими оппонентами; и в конфликтных ситуациях, и с разными по рангу чиновниками. Несмотря на то, что ещё с 1990-х годов Кириенко давно и хорошо знаком с Владимиром Путиным, определённый период времени в 1998 году был выше его в государственной иерархии и в неофициальной обстановке по-прежнему общается с ним на «ты», ревностных моментов между Путиным и Кириенко никогда не возникало, отмечает глава фонда «Петербургская политика» Михаил Виноградов. Во многом это связано с тем, что уже с 1999 года, когда Путин возглавил правительство России, Кириенко сразу же позиционировал себя как подчинённый, дисциплинированный государственный служащий. С 2005 года в «Росатоме» как руководитель Кириенко прежде всего продвигал компанию, а не себя. Кириенко и Путина также роднит интерес обоих к восточным силовым единоборствам. Со всеми этими обстоятельствами связывают успешное продолжение карьеры Кириенко после отставки с поста главы «Росатома» в 2016 году, когда ему фактически было поручено на должности первого заместителя главы Администрации президента Российской Федерации заниматься организацией президентской кампании 2018 года. Характерная особенность кадрового стиля Кириенко при получении нового поста — привлечение к сотрудничеству коллег, с которыми он работал на прежних местах.

## Деятельность в области культуры и спорта
В 1998 году принимал участие в церемонии награждения конкурса интернет-литературы «Тенёта», в 1999 году был в числе организаторов фестиваля искусств «Неофициальная Москва».
В 2005 году избран председателем Национального совета айкидо России (президент «Федерации Айкидо „Айкикай России“»). С момента основания в 2005 году — сопредседатель Российского Союза боевых искусств (совместно с Ю. П. Трутневым).
С 2012 года является исполнительным директором Координационного комитета по поощрению социальных, образовательных, культурных и иных инициатив под эгидой Русской православной церкви.
С мая 2021 года — председатель наблюдательного совета общества «Знание».
С 3 апреля 2023 года — председатель наблюдательного совета «Государственного фонда поддержки участников специальной военной операции „Защитники Отечества“».
С 5 апреля 2023 года — председатель организационного комитета Всемирного фестиваля молодёжи в 2024 году.

## В культуре
- Документальный фильм Константина Гольденцвайга «Человек-амбиция» на телеканале «Дождь» (2022 год)[103].

## Награды и звания

### Российской Федерации
- Герой России (2018 год) — за роль в развитии атомной отрасли[104][105][106]
- Герой Донецкой Народной Республики (2022 год)[107]
- Герой Луганской Народной Республики (2023 год)[108]
- Орден «За заслуги перед Отечеством» I степени (12 декабря 2024 года)[109]
- Орден «За заслуги перед Отечеством» IV степени (24 ноября 2010 года) — за большой вклад в развитие атомной промышленности и многолетнюю эффективную государственную службу[110]
- Орден Почёта (12 декабря 2005 года) — за заслуги в укреплении российской государственности и многолетнюю добросовестную работу[111]
- Наградное оружие — именной гладкоствольный карабин «Сайга-12»[3]
- Медаль Анатолия Кони
- Медаль «Совет Федерации. 25 лет» (11 декабря 2018 года) — за большой вклад в развитие парламентаризма в Российской Федерации, совершенствование федерального законодательства и в связи с 25-летием Совета Федерации[112]
- Медаль «За заслуги перед Республикой Карелия» (8 июня 2020 года) — за заслуги перед Республикой Карелия и её жителями, большой вклад в социально-экономическое развитие республики и активную работу в составе Государственной комиссии по подготовке к празднованию 100-летия образования Республикой Карелия[113]
- Почётная грамота Президента Российской Федерации (8 июня 2016 года) — за большой вклад в работу по сохранению архитектурного ансамбля Свято-Троицкой Сергиевой Лавры, подготовку и проведение праздничных мероприятий, посвящённых 700-летию со дня рождения преподобного Сергия Радонежского[114]
- Почётная грамота правительства Российской Федерации (26 июля 2007 года) — за заслуги в развитии атомной отрасли промышленности[115]
- Благодарность правительства Российской Федерации (30 сентября 2016 года) — за достигнутые трудовые успехи и активную общественную деятельность[116]
- Орден святого благоверного князя Даниила Московского I степени (РПЦ, 2014 год) — во внимание к помощи Свято-Троицкой Сергиевой лавре и в связи с 700-летием со дня рождения преподобного Сергия Радонежского[117]
- Орден преподобного Сергия Радонежского I степени (РПЦ, 2003 год)[118]
- Орден преподобного Серафима Саровского I степени (РПЦ, 2012 год)[119]
- Орден преподобного Серафима Саровского II степени (РПЦ, 2006 год)[120]
- Орден преподобного Серафима Саровского III степени (РПЦ, 2020 год)[121]
- Орден благоверного князя Александра Невского II степени (РПЦ, 2021 год)[122]
- Медаль «За освобождение Крыма и Севастополя» (17 марта 2014 года) — за личный вклад в дело по возвращению Крыма в Россию[123]

### Иностранные
- Орден Почёта (Армения, 21 октября 2011 года) — за значительный вклад в укрепление и развитие экономического сотрудничества между Республикой Армения и Российской Федерацией[124][125].
- Орден Почёта (Белоруссия, 21 марта 2024 года) — за добросовестный плодотворный труд, высокий профессионализм, значительный вклад в реализацию инвестиционного проекта по строительству Белорусской атомной электростанции[126]